# إسحاق بن يحيى بن طلحة بن عبيد الله
إسحاق بن يحيى بن طلحة بن عبيد الله القرشي التيمي، أبو محمد المدني، أخو بلال بن يحيى بن طلحة، وطلحة بن يحيى بن طلحة، وحفيد الصحابي طلحة بن عبيد الله، وراوي حديث مدني متروك في الطبقة الخامسة، أمه الخنساء بنت زياد بن الأبرد الكلبي، رأى السائب بن يزيد، وعروة بن الزبير. روى له الترمذي، وابن ماجه. مات في ولاية الخليفة المهدي سنة 164 هـ.

## روايته للحديث النبوي
- روى عن: عمه إسحاق بن طلحة بن عبيد الله، وثابت البناني، وثابت بن عياض الأحنف، وعبد الله بن جعفر بن أبي طالب، وعبد الله بن كعب بن مالك، وعمه عيسى بن طلحة بن عبيد الله، ومجاهد بن جبر المكي، ومحمد بن مسلم بن شهاب الزهري، والمسيب بن رافع، وابن عمه معاوية بن إسحاق بن طلحة بن عبيد الله، ومعاوية بن عبد الله بن جعفر بن أبي طالب، ومعبد بن خالد الجدلي، والمغيرة بن عبد الرحمن بن الحارث بن هشام المخزومي، وعمه موسى بن طلحة بن عبيد الله، وأبي بردة بن أبي موسى الأشعري، وأبي بكر بن محمد بن عمرو بن حزم، وابن كعب بن مالك، وعمته عائشة بنت طلحة.[1]
- روى عنه: إسماعيل بن أبي أويس، وأمية بن خالد، وأيوب بن سليمان بن عيسى بن موسى بن طلحة بن عبيد الله الطلحي، وبشر بن الوليد الكندي، وبكر بن يزيد الطويل، وخالد بن مخلد، وخالد بن نزار، وداود بن المحبر، وزهير بن معاوية، وسعيد بن سالم القداح، وسعيد بن سليمان الواسطي، وسليمان بن بلال، وأبو داود الطيالسي، وشبابة بن سوار، وعاصم بن علي بن عاصم، وعبد الله بن المبارك، وعبد الله بن وهب، وعبد الرحمن بن أبي الرجال، وعبد الرحمن بن مهدي، وعبد الملك بن عمرو أبو عامر العقدي، وعبد الملك بن قريب الأصمعي، وعلي بن محمد القرشي المدائني، وعمر بن أبي سلمة بن عبد الرحمن بن عوف وهو أكبر منه، وعمرو بن عاصم الكلابي، وفروة بن سليمان الجهضمي، ومحمد بن خالد بن عثمة، ومحمد بن طلحة التيمي، ومحمد بن عمر الواقدي، ومروان بن معاوية الفزاري، ومعن بن عيسى القزاز، وأبو عوانة الوضاح بن عبد الله اليشكري، ووكيع بن الجراح، ويزيد بن هارون.[1]
- الجرح والتعديل: قال علي بن المديني: سألت يحيى بن سعيد عنه فقال: ذاك شبه لا شئ. وقال علي: نحن لا نروي عنه شيئًا. وقال صالح بن أحمد بن حنبل، عن أبيه: منكر الحديث ليس بشيء. وقال ابن معين: لا يكتب حديثه. وقال أحمد والنسائي: متروك الحديث. وقال البخاري: يتكلمون في حفظه.[1] قال ابن حبان: «يخطىء ويهم قد أدخلنا إِسْحَاق بن يحيى هَذَا فِي الضُّعَفَاء لما كَانَ فِيهِ من الْإِيهَام ثمَّ سبرت أخباره فَإِذا الِاجْتِهَاد أدّى إِلَى أَن يتْرك مَا لم يُتَابع عَلَيْهِ ويحتج بِمَا وَافق الثِّقَات بعد أَن استخرنا الله تَعَالَى فِيهِ».[2]